# Onychiurus oregonensis
Onychiurus oregonensis är en urinsektsart som beskrevs av F. Bonet 1931. Onychiurus oregonensis ingår i släktet Onychiurus och familjen blekhoppstjärtar. Inga underarter finns listade i Catalogue of Life.